# Clyde Getty
Clyde Alejandro Getty (Raleigh, 22 de septiembre de 1961) es un esquiador de estilo libre olímpico argentino.

## Biografía
Nació en Carolina del Norte (Estados Unidos) siendo hijo de padres argentinos. Participó en los Juegos Olímpicos de Invierno de Salt Lake City 2002 y Turín 2006 en las pruebas de esquí acrobático. En estos últimos juegos fue el esquiador más longevo con 44 años de edad. Luego de 2006 se dedicó a administrar su empresa de consultoría de sistemas de computación.
Intento sin éxito participar en Sochi 2014. La Federación Internacional de Esquí (FIS) había designado una cuota al Comité Olímpico Argentino para enviar a Rusia a un esquiador acrobático. Sin embargo el FIS rechazó rápidamente la invitación, indicando que ningún atleta argentino era elegible para participar. Esto provocó que Getty acuda ante la Corte de Arbitraje del Deporte que desestimó su denuncia.